# Billingsley (Alabama)
Billingsley é uma cidade  localizada no estado americano do Alabama, no Condado de Autauga.

## Demografia
Segundo o censo americano de 2000, a sua população era de 116 habitantes.
Em 2006, foi estimada uma população de 122, um aumento de 6 (5.2%).

## Geografia
De acordo com o United States Census Bureau, a localidade tem uma área de 3,0 km², sem área coberta por água. Billingsley localiza-se a aproximadamente 107 m acima do nível do mar.

## Localidades na vizinhança
O diagrama seguinte representa as localidades num raio de 40 km ao redor de Billingsley.